# Ivana Kejvalová
Ivana Kejvalová (Jihlava, 21 ottobre 1960) è un'ex cestista cecoslovacca.

## Carriera
Con la Cecoslovacchia ha disputato i Campionati mondiali del 1986 e i Campionati europei del 1987.